# 毛枝冬青
毛枝冬青（学名：Ilex dasyclada）为冬青科冬青属的植物，是中国的特有植物。分布在中国大陆的云南等地，生长于海拔1,600米的地区，见于山坡混交林中，目前尚未由人工引种栽培。